# Torneo de Metz 2021
El Moselle Open 2021 será un torneo de tenis perteneciente al ATP Tour 2021 en la categoría ATP Tour 250. El torneo tuvo lugar en la ciudad de Metz (Francia) desde el 20 hasta el 26 de septiembre de 2021 sobre canchas duras.

## Distribución de puntos
| Modalidad            | Campeón | Finalista | Semifinales | Cuartos de final | 2ª ronda | 1ª ronda | Clasificados | 2ª ronda de clasificación | 1ª ronda de clasificación |
| Individual masculino | 250     | 165       | 100         | 50               | 25       | 0        | 13           | 7                         | 0                         |
| Dobles masculino     | 250     | 150       | 90          | 45               | 20       | 0        | -            | -                         | -                         |

## Cabezas de serie

### Individuales masculino
| Tenista              | Ranking | Preclasificado |
| Hubert Hurkacz       | 13      | 1              |
| Pablo Carreño        | 16      | 2              |
| Gaël Monfils         | 20      | 3              |
| Álex de Miñaur       | 21      | 4              |
| Lorenzo Sonego       | 24      | 5              |
| Ugo Humbert          | 26      | 6              |
| Karen Jachanov       | 27      | 7              |
| Nikoloz Basilashvili | 35      | 8              |

- Ranking del 13 de septiembre de 2021.[2]

### Dobles masculino
| Tenista                         | Ranking | Preclasificados |
| Henri Kontinen Ben McLachlan    | 81      | 1               |
| Tomislav Brkić Nikola Čačić     | 92      | 2               |
| Oliver Marach Philipp Oswald    | 95      | 3               |
| Luke Saville John-Patrick Smith | 97      | 4               |

## Campeones

### Individual masculino
Hubert Hurkacz venció a  Pablo Carreño por 7-6(7-2), 6-3

### Dobles masculino
Hubert Hurkacz /  Jan Zieliński vencieron a  Hugo Nys /  Arthur Rinderknech por 7-5, 6-3